# Alexandru Păun
Adrian Constantin Alexandru Păun (Râmnicu Vâlcea, 1º aprile 1995) è un calciatore rumeno, centrocampista del CFR Cluj.

## Carriera

### Club
Muove i suoi primi passi nelle giovanili del CFR Cluj. Esordisce tra i professionisti il 25 settembre 2013 in Brașov-Cluj 3-1, partita valida per i sedicesimi di finale di Coppa di Romania, sostituendo Florin Costea al 35' della ripresa. Esordisce in campionato il 14 marzo 2014 contro il Corona Brașov, subentrando al 65' al posto di Denilson Gabionetta. Termina l'annata con cinque presenze. Il 17 luglio 2014 esordisce nelle competizioni europee contro il Jagodina, partita valida per i preliminari di UEFA Europa League. Mette a segno la sua prima rete in carriera tre giorni dopo contro il CSMS Iași.
Il 28 settembre 2022 passa in prestito con diritto di riscatto all'Hapoel Be'er Sheva. Il 15 novembre viene acquistato dagli israeliani, firmando un contratto valido fino al 2026.

### Nazionale
Esordisce in nazionale il 6 giugno 2021 contro l'Inghilterra in amichevole.

## Statistiche

### Presenze e reti nei club
Statistiche aggiornate al 1º settembre 2024.
| Stagione                  | Squadra                   | Campionato                | Campionato | Campionato | Coppe nazionali | Coppe nazionali | Coppe nazionali | Coppe continentali | Coppe continentali | Coppe continentali | Altre coppe | Altre coppe | Altre coppe | Totale | Totale |
| Stagione                  | Squadra                   | Comp                      | Pres       | Reti       | Comp            | Pres            | Reti            | Comp               | Pres               | Reti               | Comp        | Pres        | Reti        | Pres   | Reti   |
| ------------------------- | ------------------------- | ------------------------- | ---------- | ---------- | --------------- | --------------- | --------------- | ------------------ | ------------------ | ------------------ | ----------- | ----------- | ----------- | ------ | ------ |
| 2013-2014                 | CFR Cluj                  | L1                        | 4          | 0          | CR              | 1               | 0               | -                  | -                  | -                  | -           | -           | -           | 5      | 0      |
| 2014-2015                 | CFR Cluj                  | L1                        | 20         | 1          | CR+CdL          | 3+1             | 0+1             | UEL                | 1                  | 0                  | -           | -           | -           | 25     | 2      |
| 2015-2016                 | CFR Cluj                  | L1                        | 25+7       | 2+1        | CR+CdL          | 5+1             | 1+0             | -                  | -                  | -                  | -           | -           | -           | 38     | 4      |
| 2016-2017                 | CFR Cluj                  | L1                        | 19+10      | 2+2        | CR+CdL          | 2+0             | 0               | -                  | -                  | -                  | SR          | 1           | 0           | 32     | 4      |
| 2017-2018                 | CFR Cluj                  | L1                        | 17+2       | 2          | CR              | 1               | 0               | -                  | -                  | -                  | -           | -           | -           | 20     | 2      |
| 2018-2019                 | CFR Cluj                  | L1                        | 19+8       | 2+1        | CR              | 2               | 0               | UCL+UEL            | 1+4                | 0                  | SR          | 0           | 0           | 34     | 3      |
| 2019-2020                 | CFR Cluj                  | L1                        | 17+7       | 6+1        | CR              | 0               | 0               | UCL+UEL            | 7+7                | 0                  | SR          | 0           | 0           | 38     | 7      |
| 2020-2021                 | CFR Cluj                  | L1                        | 29+10      | 2+3        | CR              | 1               | 0               | UCL+UEL            | 0+8                | 0                  | SR          | 1           | 0           | 49     | 5      |
| 2021-2022                 | CFR Cluj                  | L1                        | 27+9       | 0+1        | CR              | 0               | 0               | UCL+UEL+UECL       | 6+1+6              | 0                  | SR          | 1           | 0           | 50     | 1      |
| set. 2022                 | CFR Cluj                  | L1                        | 5          | 0          | CR              | 0               | 0               | UCL+UECL           | 2+8                | 0                  | SR          | 1           | 1           | 16     | 1      |
| set. 2022-2023            | Hapoel Be'er Sheva        | Lh                        | 18+6       | 4          | CI+CdL          | 1+1             | 0               | UECL               | -                  | -                  | -           | -           | -           | 26     | 4      |
| set. 2023                 | Hapoel Be'er Sheva        | Lh                        | 2          | 0          | CI+CdL          | 0               | 0               | UECL               | 4                  | 0                  | -           | -           | -           | 6      | 0      |
| Totale Hapoel Be'er Sheva | Totale Hapoel Be'er Sheva | Totale Hapoel Be'er Sheva | 26         | 4          |                 | 2               | 0               |                    | 4                  | 0                  |             | -           | -           | 32     | 4      |
| set. 2023-2024            | Bnei Sakhnin              | Lh                        | 19+10      | 2+1        | CI+CdL          | 1+0             | 1               | -                  | -                  | 0                  | -           | -           | -           | 30     | 4      |
| 2024-2025                 | CFR Cluj                  | L1                        | 6          | 2          | CR              | 0               | 0               | UECL               | 3                  | 0                  | -           | -           | -           | 9      | 2      |
| 2025-2026                 | CFR Cluj                  | L1                        | -          | -          | CR              | -               | -               | UEL                | -                  | -                  | SR          | -           | -           | -      | -      |
| Totale CFR Cluj           | Totale CFR Cluj           | Totale CFR Cluj           | 241        | 28         |                 | 17              | 2               |                    | 54                 | 0                  |             | 4           | 1           | 316    | 31     |
| Totale carriera           | Totale carriera           | Totale carriera           | 296        | 35         |                 | 20              | 3               |                    | 58                 | 0                  |             | 4           | 1           | 378    | 39     |

### Cronologia presenze e reti in nazionale
| Cronologia completa delle presenze e delle reti in nazionale ― Romania | Cronologia completa delle presenze e delle reti in nazionale ― Romania | Cronologia completa delle presenze e delle reti in nazionale ― Romania | Cronologia completa delle presenze e delle reti in nazionale ― Romania | Cronologia completa delle presenze e delle reti in nazionale ― Romania | Cronologia completa delle presenze e delle reti in nazionale ― Romania | Cronologia completa delle presenze e delle reti in nazionale ― Romania | Cronologia completa delle presenze e delle reti in nazionale ― Romania |
| Data                                                                   | Città                                                                  | In casa                                                                | Risultato                                                              | Ospiti                                                                 | Competizione                                                           | Reti                                                                   | Note                                                                   |
| ---------------------------------------------------------------------- | ---------------------------------------------------------------------- | ---------------------------------------------------------------------- | ---------------------------------------------------------------------- | ---------------------------------------------------------------------- | ---------------------------------------------------------------------- | ---------------------------------------------------------------------- | ---------------------------------------------------------------------- |
| 6-6-2021                                                               | Ploiești                                                               | Inghilterra                                                            | 1 – 0                                                                  | Romania                                                                | Amichevole                                                             | -                                                                      | 80’                                                                    |
| Totale                                                                 |                                                                        | Presenze                                                               | 1                                                                      |                                                                        | Reti                                                                   | 0                                                                      |                                                                        |

## Palmares

### Club

#### Competizioni nazionali
- Coppa di Romania: 2

CFR Cluj: 2015-2016,2024-2025
- Campionato rumeno: 5

CFR Cluj: 2017-2018, 2018-2019, 2019-2020, 2020-2021, 2021-2022
- Supercoppa di Romania: 2

CFR Cluj: 2018, 2020